# Mac Pro

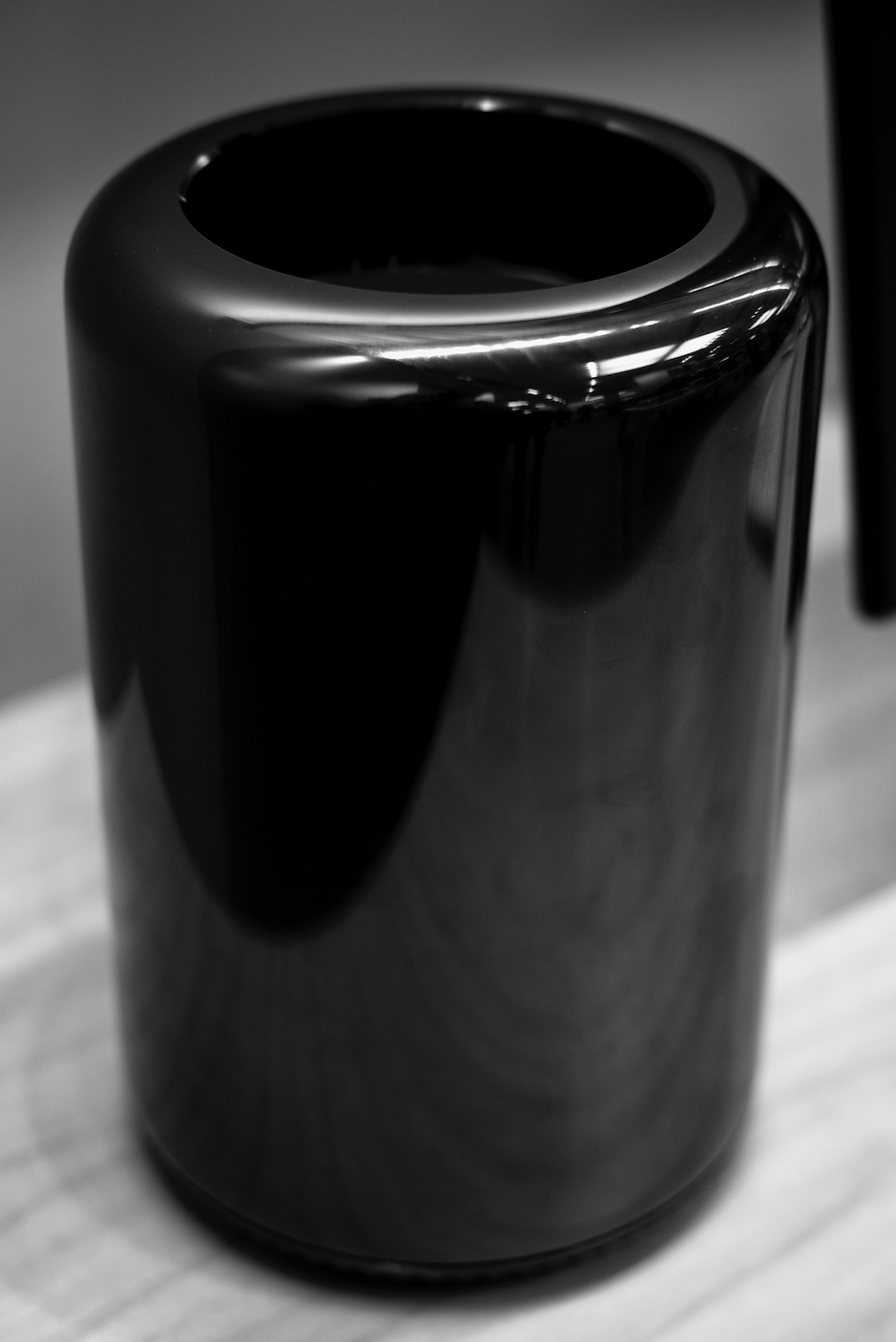
Mac Pro late 2013

El Mac Pro és una estació de treball llançada per  Apple, basada en processadors Intel Xeon. Apple va introduir el Mac Pro el 7 d'agost del 2006 a la WWDC per tal de substituir el Power Mac G5, i en conjunt amb el nou Xserve completar la transició a Intel.
El Mac Pro, comparat amb altres màquines de l'època, és de rendiment Alt-Medio. Posseeix 2 rajoles de 2 nuclis de CPU cadascuna, 4 compartiments per a disc dur, 2 unitats de Disc òptic i 8 badies per memòria RAM (suportant un màxim de 32 GB).
El xip d'Intel va portar lleus però notòries millores a nivell de velocitat. La memòria del sistema és FB-DIMM amb dos busos independents a 800 MHz, 4 badies de PCI express (PCIe), i amb 4 ports de SATA per Disc dur a 300 MB / s (comparats amb els 3.2gb / s dels SATA II de les PC. El model anterior usava memòria DDR2 a 600 MHz i discos SATA a 150 mbar / s.
La carcassa del Mac Pro està feta d'alumini, i és gairebé idèntica a la del seu antecessor. Les diferències radiquen en la nova unitat per a CD i la forma de com estan organitzats els ports I / O, tant en la part davantera com posterior.
Els nous Xeon generen molta menys calor que els G5 que s'utilitzaven anteriorment, per la qual cosa la mida dels ventiladors va baixar considerablement. Això va permetre deixar més espai en el gabinet, duplicant el nombre d'unitats de disc dur. A diferència dels altres models de Mac actuals, el Mac Pro no inclou el receptor d'infraroigs que tenen els altres models, per això el programari com Front Row no pot ser utilitzat aquí.

## Especificacions
- El 8 de gener es va iniciar la venda de Mac Pro amb processadors Perynn que compten amb dos processadors de doble rajola x2cada un fins a 3,2 GHz

- Processador: 1 Xeon quad-core 5100 Series (més coneguts com a «Woodcrest» amb setembre d'instruccions EM64T) processador a 2,8 GHz, o 2 8-core Xeon (microarquitectura de nucli "Harpertown") processadors de 2,8, 3,0, o 3,2 GHz Cap amb tecnologia nativa de 64 bits i 3 nuclis virtualitzats c / u.
- Memòria: Mínim 2 GB (2  GIB) 800 MHz DDR2 (augmenta fins a 32 GB), en vuit badies FB-DIMM
- Targeta Gràfica: nVidia GeForce 7300 GT 256 MB (256  MIB) (amb un límit de 4), ATI X1900 XT 512 MB o nVidia Quadro FX 5600 1/5 Gb
- Emmagatzematge: 4 badies dels discs durs SATA, a 7200  RPM i amb 8 MB de memòria cau (16 MB de cache el de 750  GB). Poden suportar fins a 4 discs de 2  TB cada un, Màxim suport: 8 TB

Opcional de Disc SAS de 300 GB (15.000 RPM)
- Unitat òptica: 16x SuperDrive, segona unitat opcional. Suporta ATA/100 i SATA.
- Xarxes: Dos Gigabit Ethernet. AirPort Extreme (sense fils) opcional. Bluetooth opcional.
- I / O: cinc USB 2.0 (en la part davantera), dues FireWire 400, dos FireWire 800, Entrada i sortida d'àudio de 3.5 mm

Programari: Mac OS X 10.5 Leopard, iLife '09.